# Ugni myricoides
Ugni myricoides é uma espécie de arbusto do México (Hidalgo, Veracruz, Puebla, Oaxaca, Chiapas), América Central, América do Sul (Guiana, Venezuela, Guiana, Colômbia, Equador, Peru, Brasil (Amazonas e Roraima)).